# Autostrada A104 (Franța)
Autostrada A104 reprezintă unul dintre tronsoanele Francilienne, un ansamblu de drumuri rapide care ocolesc Parisul la o distanță de 30 până la 40 de kilometri.
Autostrada A104, propriu-zisă, se întinde de la Épiais-lès-Louvres, în Val-d'Oise, până la Compans, și de la Mitry-Mory la Collégien, în Seine-et-Marne. Închiderea completă a inelului autorutier Francilienne în această zonă nu este planificată, ceea ce impune tranzitul pe drumul național RN 2, între Compans și Mitry-Mory.

## Ocolirea aeroportului Charles-de-Gaulle
Autostrada A104 a fost extinsă cu 9 km în partea de nord-est a Parisului. Lucrările au durat 4 ani și au inclus modernizarea infrastructurii rutiere departamentale spre Meaux, pe o distanță de 7 km, însă conexiunea cu RN3, la est de Claye-Souilly, este încă așteptată. Toate tronsoanele au fost deschise circulației pe 15 noiembrie.
Această extindere a constat în:
- Crearea unei autostrăzi între autostrada A1 și, provizoriu, drumul național RN2,
- Construirea unei rute departamentale pentru traficul local,
- Amenajarea a trei noduri rutiere:
  - Pentru legătura cu autostrada A1,
  - La nivelul localității Le Mesnil-Amelot,
  - Pentru facilitarea accesului din partea estică a aeroportului Charles-de-Gaulle.

Prin acest ocol nord-est, segmentul cuprins între nodul rutier A1-A3 și nodul A104-N2 a fost reclasificat drept autostrada A170. Aceasta măsoară 8 km și urmează exact traseul anterior al A104 între cele două noduri.

## Traseu
| De la A1 și RN104 către A4; secțiune gratuită, neconcesionată, administrată de DIR Île-de-France. | |                  |
| RN104                                                                                             | |                  |
| Intersecție                                                                                       | Nod rutier între A1, RN104 și A104: Lille, Senlis, Survilliers; Paris, Parc Expozițional, Z.A. Paris Nord 2 (nod rutier parțial). | A1 RN104 E15 E19 |
| A104                                                                                              | |                  |
|                                                                                                   | Trecerea din departamentul Val-d'Oise în departamentul Seine-et-Marne. |                  |
| 100 - Le Mesnil-Amelot                                                                            | Orașe deservite: Moussy-le-Neuf, Mauregard, Le Mesnil-Amelot, Aeroportul Internațional Paris–Charles de Gaulle-Roissypole. | RD212            |
| 101 - Aéroport Roissy-Charles de Gaulle                                                           | Zonă deservită: Aeroportul Internațional Paris–Charles de Gaulle. |                  |
| 102 - Thieux                                                                                      | Orașe deservite: Juilly, Tremblay-en-France, Aeroportul Internațional Paris–Charles de Gaulle-Cargo City, Aéroville. | RD83             |
| Intersecție                                                                                       | Nod rutier între RN2, RD212 și A104: Soissons, Dammartin-en-Goële; Meaux, Mitry-Mory, Z.I. Mitry-Compans. | RN2 RD212        |
| A104                                                                                              | |                  |
| RN2                                                                                               | |                  |
| RN2                                                                                               | |                  |
| A104                                                                                              | |                  |
| Intersecție                                                                                       | Nod rutier între A170, RN2 și A104: A1 (Paris), Aulnay-sous-Bois, Villepinte, Tremblay-en-France. | A170 RN2 A1      |
| 5 - Mitry-Mory                                                                                    | Orașe deservite: Mitry-Mory, Villeparisis, Villeparisis-Gare. | RD84             |
| 6a - Villeparisis                                                                                 | Orașe deservite: Bobigny, Villeparisis-centru, P.A. de l'Ambrésis (nod rutier parțial). | RD84             |
| 6b - Claye-Souilly                                                                                | Orașe deservite: Meaux, Claye-Souilly (nod rutier parțial). | RN3              |
| 6 - Villeparisis                                                                                  | Orașe deservite: Bobigny, Villeparisis-centru (nod rutier parțial). | RD105            |
| 7 - Villevaudé                                                                                    | Orașe deservite: Chelles, Chelles-Courtry, Claye-Souilly, Thorigny-sur-Marne, Villevaudé, Le Pin. | RD34             |
|                                                                                                   | Zone de servicii: Villevaudé Sud (sens Gonesse > Collégien) ; Villevaudé Nord (sens Collégien > Gonesse). |                  |
|                                                                                                   | Limitare la 90 km/h (sens Mitry-Mory > Collégien). |                  |
| 8 - Villevaudé                                                                                    | Orașe deservite: Villevaudé, Baza de agrement Île de Loisirs de Jablines-Annet (nod rutier parțial). | RD404            |
|                                                                                                   | Limitare la 90 km/h (sens Collégien > Mitry-Mory). |                  |
| 9 - Chelles                                                                                       | Oraș deservit: Chelles-centru (nod rutier parțial). | RD934            |
|                                                                                                   | Limitare la 90 km/h (în ambele sensuri). |                  |
| Intersecție                                                                                       | Nod rutier între RD934 și A104: Marne-la-Vallée-Val de Lagny, Lagny-sur-Marne. RD934 |                  |
| 10 - Torcy                                                                                        | Orașe deservite: Marne-la-Vallée (Val Maubuée-nord), Saint-Thibault-des-Vignes, Vaires-sur-Marne, Baza de agrement Ile de loisirs de Torcy. | RD10p            |
| 11 - Bussy-Saint-Martin                                                                           | Orașe deservite: Marne-la-Vallée (Val Maubuée-centru), Marne-la-Vallée-Val de Bussy, Torcy, Collégien-centru, Centru comercial. |                  |
| A104                                                                                              | |                  |
| Intersecție                                                                                       | Nod rutier]] între A4, RD471 și A1044: Metz, Nancy, Reims, Marne-la-Vallée (Val d'Europe), Marne-la-Vallée (Val de Bussy); A5 (Lyon) Paris, Marne-la-Vallée (Val Maubuée-Sud), Z.A. Pariest, Gretz-Armainvilliers, Tournan-en-Brie, Collégien-Z.A.. | A4 RD471 A5      |
| A4 E50                                                                                            | |                  |